# EST HH 20001–21450
Die zweiachsigen offenen Güterwagen der Gattung HH mit den Nummern 20001–21450 wurden ab 1900 für die französische Chemins de fer de l’Est (EST) gebaut.

## Geschichte
Insgesamt entstanden bis 1908 bei Baume & Marpent in Belgien 1450 Exemplare dieser Baureihe, die in erster Linie für den Transport von Kohle und Koks eingesetzt wurden.
Die zweiachsigen Wagen hatten beidseitig in der Wagenmitte Flügeltüren. Das Fahrgestell war aus Metall, der Boden bestand aus 50 mm dicken Eichenbohlen und die Bordwände aus 30 mm starkem Tannenholz.
Der Wagen mit der Nummer 20001 war 1900 bei der Weltausstellung in Paris ausgestellt (siehe: Liste von Eisenbahnwagen auf der Weltausstellung Paris 1900).